# Vermont Yankee Nuclear Power Corp. c. Natural Resources Defense Council, Inc.
Vermont Yankee Nuclear Power Corp. c. Natural Resources Defense Council, Inc., 435 US 519 (1978), est une affaire judiciaire dans laquelle la Cour suprême des États-Unis a statué qu'un tribunal ne peut pas imposer des procédures d'élaboration de règles à un organisme du gouvernement fédéral.
La loi fédérale sur la procédure administrative de 1946 et le mandat statutaire d'une agence du Congrès établissent les exigences maximales pour le processus d'élaboration de règles (et d'arbitrage) d'une agence. Une agence peut accorder des droits procéduraux supplémentaires dans le cadre du processus réglementaire (dans les limites constitutionnelles et statutaires).
Cependant, une cour de révision ne peut pas « imposer à l'agence sa propre idée des procédures qui sont les "meilleures" ou les plus susceptibles de favoriser un bien public vague et indéfini » ; le faire dépasserait les limites du contrôle judiciaire de l'action de l'agence.

## Contexte
Tout au long des années 1960 et 1970, la Cour d'appel des États-Unis pour le circuit du district de Columbia est devenue le principal tribunal de droit administratif des États-Unis. Cela est en grande partie dû à la création de nouvelles lois fédérales telles que la Clean Air Act qui désigne le circuit du district de Columbia comme centre de contestation des règlements émis en vertu desdites lois. Le circuit du district de Columbia élargit par la suite considérablement la jurisprudence en matière de droit administratif, en particulier la jurisprudence sur l'élaboration de règles informelles, qui renforce le contrôle judiciaire des procédures des agences. La plus grande partie de cette jurisprudence est sous-tendue par une méfiance à l'égard des agences fédérales, qui se concrétise pendant cette période en raison de préoccupations concernant l'emprise des agences.

## Conséquences
Dans sa décision, la Cour suprême « n'aurait pas pu rendre plus clair son point de vue selon lequel le circuit du district de Columbia avait outrepassé son rôle et utilisé de manière illégitime sa fonction de contrôle judiciaire pour faire avancer les préférences politiques de ses propres juges ». Alors que l'arrêt Vermont Yankee était « certainement assez large pour suggérer que les tribunaux devraient s'en tenir à la compréhension originale de l'APA en ce qui concerne [les exigences de l'APA selon lesquelles les agences doivent publier un avis de proposition de réglementation et une déclaration de base et d'objet] », les tribunaux ne l'ont pas appliqué de cette façon.
L'affaire est renvoyée au tribunal de circuit pour déterminer si la règle du tableau S-3 était suffisamment étayée par le dossier administratif. Après que la Commission de réglementation nucléaire a révisé la règle, le Conseil de défense des ressources naturelles a déposé une demande de contrôle judiciaire de la nouvelle réglementation. Cela a conduit à une deuxième affaire devant la Cour suprême, Baltimore Gas & Elec. Co. v. Natural Resources Defense Council, Inc..
Vermont Yankee a été un changement dans la jurisprudence du droit administratif américain vers le formalisme juridique et le textualisme.